# Alonzo Gee
Pour les articles homonymes, voir Gee.
Alonzo Edward Gee, né le 29 mai 1987 à Riviera Beach, est un joueur américain professionnel de basket-ball. Il évolue aux postes d'arrière et d'ailier.

## Biographie

### Toros d'Austin (2009-2010)
Non drafté en 2009, Gee participe à la NBA Summer League 2009 avec les Spurs de San Antonio. Le 27 septembre 2009, il signe avec les Timberwolves du Minnesota. Toutefois, il est coupé par les Timberwolves le 6 octobre 2009. Le 5 novembre 2009, il est sélectionné à la sixième position de la draft 2009 de D-League par les Toros d'Austin. En 36 matches (dont 35 titularisations) avec les Toros, il tourne à 21,0 points et 6,6 rebonds de moyenne par match.

### Wizards de Washington (2010)
Le 7 mars 2010, Gee signe un contrat de dix jours avec les Wizards de Washington. Quatre jours plus tard, il fait ses débuts en NBA contre les Hawks d'Atlanta, match qu'il termine avec deux points et deux rebonds en sept minutes de jeu. Le 18 mars 2010, il signe un second contrat de dix jours avec les Wizards.

### Spurs de San Antonio (2010)
À la fin de son second contrat de dix jours avec les Wizards, le 29 mars 2010, Gee signe avec les Spurs de San Antonio. Le 8 avril 2010, il est envoyé chez les Toros d'Austin. Le 17 avril 2010, il est nommé meilleur rookie de l'année en D-League. Six jours plus tard, il est rappelé par les Spurs.
En juillet 2010, il participe à la NBA Summer League 2010 avec les Spurs. Le 16 novembre 2010, il est coupé par les Spurs après neuf matches de saison régulière.

### Retour à Washington (2010)
Le 22 novembre 2010, Gee signe avec les Wizards de Washington avec qui il a déjà joué quelques matches la saison précédente. Le 20 décembre 2010, il est libéré par les Wizards après avoir disputé onze rencontres.

### Cavaliers de Cleveland (2010-2014)
Le 28 décembre 2010, Gee signe avec les Cavaliers de Cleveland.

#### Rejoint l'Europe durant le lockout 2011
Le 28 août 2011, Alonzo Gee signe un contrat avec le club polonais de l'Asseco Prokom Gdynia durant la période du lockout en NBA, qualifié pour l'édition 2011-2012 de l'Euroligue.
En novembre 2011, il quitte l'équipe et retourne aux États-Unis. Son entraîneur polonais, Tomas Pačėsas, a dit qu'il avait reçu un texto de Gee, indiquant des problèmes personnels comme raison principale de son départ.

#### Retour en NBA
En décembre 2011, à la fin du lockout, il retourne chez les Cavaliers de Cleveland.
Le 10 septembre 2012, il resigne chez les Cavaliers pour un contrat de 9,75 millions de dollars sur trois ans.

### Nuggets de Denver (2014-2015)
Le 11 juillet 2014, Gee est transféré aux Pelicans de La Nouvelle-Orléans. Quatre jours plus tard, il est transféré aux Rockets de Houston.
Le 17 septembre 2014, Gee est transféré, avec Scotty Hopson aux Kings de Sacramento en échange de Jason Terry et deux futurs second tour de draft. Le 25 septembre 2014, il est libéré par les Kings.
Le 30 septembre 2014, Gee signe avec les Nuggets de Denver.

### Trail Blazers de Portland (2015)
Le 19 février 2015, Alonzo Gee est inclus dans un échange entre les Nuggets de Denver et les Trail Blazers de Portland, incluant Arron Afflalo et Alonzo Gee (en partance de Denver) contre Thomas Robinson, Will Barton, Víctor Claver, un futur choix de draft 2016 au premier tour (protégé) et un futur choix de Draft au second tour.

### Pelicans de La Nouvelle-Orléans (2015-2016)
Le 10 juillet 2015, il signe chez les Pelicans de La Nouvelle-Orléans pour deux ans et 2,75 millions de dollars.

## Records sur une rencontre en NBA
Les records personnels d'Alonzo Gee, officiellement recensés par la NBA sont les suivants :
| Type de statistique        | Saison régulière | Saison régulière                               | Saison régulière                  | Playoffs | Playoffs               | Playoffs      |
| Type de statistique        | Record           | Adversaire                                     | Date                              | Record   | Adversaire             | Date          |
| -------------------------- | ---------------- | ---------------------------------------------- | --------------------------------- | -------- | ---------------------- | ------------- |
| Points                     | 22               | @ Nets du New Jersey Trail Blazers de Portland | 8 avril 2012 1er décembre 2012    |          |                        |               |
| Paniers marqués            | 9                | Hawks d'Atlanta Trail Blazers de Portland      | 18 mars 2012 1er décembre 2012    |          |                        |               |
| Paniers tentés             | 17               | 3 fois                                         |                                   |          |                        |               |
| Paniers à 3 points réussis | 5                | Hawks d'Atlanta                                | 9 janvier 2013                    |          |                        |               |
| Paniers à 3 points tentés  | 9                | Wizards de Washington                          | 9 janvier 2013 12 mars 2013       |          |                        |               |
| Lancers francs réussis     | 9                | Sixers de Philadelphie                         | 11 février 2012                   |          |                        |               |
| Lancers francs tentés      | 10               | 3 fois                                         |                                   |          |                        |               |
| Rebonds offensifs          | 6                | @ Bucks de Milwaukee                           | 4 avril 2012                      |          |                        |               |
| Rebonds défensifs          | 10               | @ Nets du New Jersey                           | 8 avril 2012                      | 1        | @ Grizzlies de Memphis | 19 avril 2015 |
| Rebonds totaux             | 13               | @ Hawks d'Atlanta                              | 21 mars 2012                      | 1        | @ Grizzlies de Memphis | 19 avril 2015 |
| Passes décisives           | 6                | @ Bucks de Milwaukee Kings de Sacramento       | 3 novembre 2012 2 janvier 2013    | 1        | @ Grizzlies de Memphis | 19 avril 2015 |
| Interceptions              | 6                | @ Nuggets de Denver                            | 15 janvier 2011                   |          |                        |               |
| Contres                    | 3                | Sixers de Philadelphie Raptors de Toronto      | 21 novembre 2012 18 décembre 2012 |          |                        |               |
| Balles perdues             | 6                | @ Hawks d'Atlanta                              | 30 novembre 2012                  |          |                        |               |
| Minutes jouées             | 42               | Kings de Sacramento                            | 19 février 2012                   | 3        | @ Grizzlies de Memphis | 19 avril 2015 |

- Double-double : 5 (au terme de la saison 2014/2015)
- Triple-double : aucun

## Palmarès
- Rookie de la saison en NBA Development League en 2010.

## Pour approfondir